# Oxypetalum erianthum
Oxypetalum erianthum är en oleanderväxtart som beskrevs av Joseph Decaisne. Oxypetalum erianthum ingår i släktet Oxypetalum och familjen oleanderväxter. Inga underarter finns listade i Catalogue of Life.